# Villa Westendstraße 21 (Dresden)

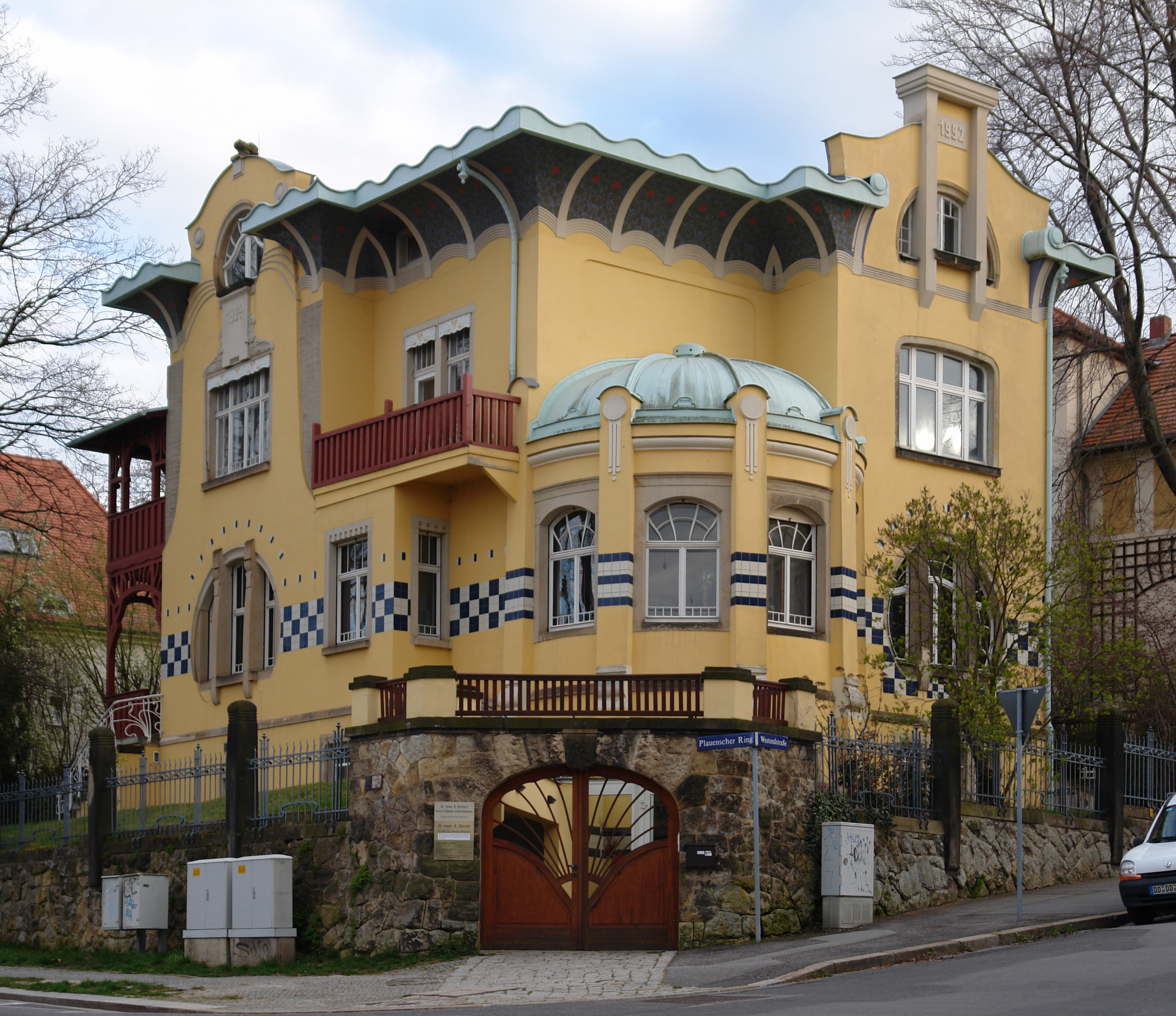
Villa Westendstraße 21

Die Villa Westendstraße 21 ist ein unter Denkmalschutz stehendes Wohnhaus im Dresdner Stadtteil Plauen. Sie gilt als „herausragende[s] Beispiel des Jugendstils in Dresden“ bzw. „stilreinste Jugendstilvilla Dresdens“.

## Geschichte und Baubeschreibung
Die Villa wurde 1904 von den Gebrüdern Fichtner – Ferdinand William und Conrad Albert O. Fichtner – erbaut. Bauherr und erster Bewohner waren der Rechtsanwalt Rudolf Baum (1872–1915), Großvater von Gerhart Baum. Heute wird die Villa, die 1992 saniert wurde, von einem Bauingenieurbüro und einer Arztpraxis genutzt.
Das zweigeschossige Gebäude wurde auf unregelmäßigem Grundriss erbaut. Die vier Gebäudeansichten sind asymmetrisch und wiederum jeweils unterschiedlich aufgebaut. Das Gebäude besitzt Holzbalkone unterschiedlicher Größe und asymmetrische Fenster, die teilweise gerundet als Drillingsfenster konzipiert sind. Die Fassaden sind vertikal ausgerichtet, was durch unregelmäßig angebrachte Pilaster, zum Beispiel am runden Erker der südlichen Fassade, unterstrichen wird. Der Zugang zum Haus erfolgt über die Südseite.
Die Villa umzieht in Erdgeschosshöhe ein Band aus blauen und weißen Fliesen, die teilweise parallel und teilweise schachbrettmusterartig verlegt wurden. Neben geometrischem Schmuck zieren auch florale Muster unter anderem im Inneren des Hauses und in der Hohlkehle unter der wellig geführten Dachtraufe das Haus.
Zu den früheren Eigentümern des Hauses zählt der Rennfahrer Alexander Graumüller.